# 修学院駅
修学院駅（しゅうがくいんえき）は、京都府京都市左京区山端壱町田町にある叡山電鉄叡山本線の駅。駅ナンバリングはE05。

## 歴史

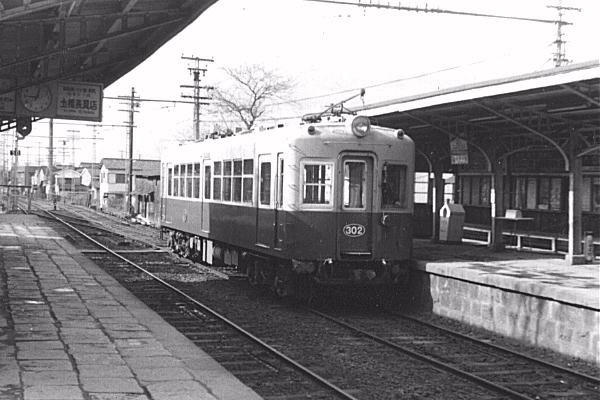
旧修学院駅のホームと電車（1970年頃）

開業当時は現在より約100メートル北側にあり、駅出口は現在駅前にあるプラザ修学院の裏の道に面していて、ここが駅前通りとなっていた。駅構造、配線等は現在とほぼ同じであった。駅業務ならびに運輸関係の事務所は駅西側、現在の北山通あたりにあり、駅前通を挟んで離宮道との間（現在の京福マンションの位置）にも事務所や倉庫があった。東側のホーム裏（現在の北山通の位置）は車庫裏というべき場所で、草むした線路の上に廃台車や部品が放置されていた。
1960年代までは出町柳方面行きホームの入口脇に売店があり、出札窓口を兼ねていたが、通常時は上下ホームともに集札は乗務員と駅員によって車両ドア付近で行われており駅への出入は自由であった。
1970年に北山通の建設により南へ約100メートルほど移動し、事務所も現在のトイレ横の建物に移動している。なおこの建物は叡山電鉄として独立してから、出町柳駅隣接のビルが完成するまで本社事務所（2012年現在でも登記上の本店所在地）となっていた。駅前通りにあった商店の多くは駅東側のプラザ修学院（半数は店舗付住宅）に移動した。
1980年頃の東側住宅地は学生アパートなどが多く、駅周辺にも牛丼屋・ハンバーガーショップ・中華レストランといったファーストフード店が進出し、ある意味華やかであった時代である。しかしこれらの店舗は当駅の利用客減少や、京都市内の大学の南部移転などで主な客層である学生が減ったため撤退している。
その一方、修学院車庫では北山通の建設で一部建物の移動ならびに配線変更が行われ、入口に近い所の分岐器が叡山電鉄で唯一の複分岐器となり、倉庫兼休憩所として用いられていたデナ1形の廃車体が撤去されている。その後、ローズマンションが建設され、事務所が構内東側に移転するなどしているが配線等はほぼこの時点のままである。

### 年表
- 1925年（大正14年）9月27日：京都電燈が経営する叡山電鉄平坦線の駅として開業[2]。
- 1942年（昭和17年）3月2日：京都電燈の鉄軌道事業を京福電気鉄道が承継、京福電気鉄道叡山本線の駅となる[2]。
- 1970年（昭和45年）：北山通の開通により南に100メートルほど移動。
- 1986年（昭和61年）4月1日：京福電気鉄道が叡山本線を叡山電鉄に譲渡、叡山電鉄叡山本線の駅となる[2]。

## 駅構造
相対式ホーム2面2線を有する地上駅。両ホームはほぼ全体が上屋に覆われている。無人駅であるが、出町柳方面ホームには自動券売機が設置されている。かつては上下ホーム入り口にスルッとKANSAI共通カード対応自動改札機（ゲートのないタイプ）が設置されていたが、2016年1月31日をもってスルッとKANSAI共通カードへの対応を取り止めた際に運用を停止した直後に撤去されている。出入口は北の北山通側（宝ケ池駅側）にある。八瀬比叡山口・鞍馬方面ホームの南側には男女共用のトイレがある。
なお、平日朝ラッシュ時間帯には上りホームに駅係員が配置され集札業務を行う。
下りホームには改札横のスロープ通路から、上りホームにはホーム裏から下記運輸課への入口を介して車椅子等での移動が可能なバリアフリールートが確保されているが、運輸課の定期券販売所やトイレへのバリアフリールートは確保されていない。
ホーム有効長は上下線ともにぎりぎり3両分の長さがあり、1990年代までは当駅において1両および2両編成の電車との間で乗り継ぎになる運用が行われていた。長く駅員の手旗合図によってきたが、末期には代用の色灯信号も設置されていた。現行ダイヤでは当駅での列車の乗り継ぎは実施されていない。ただし、必要な場合は出町柳まで回送して運用を入れ替えている。
出町柳行きホーム隣のローズマンション2階には叡山電鉄の運輸課があり、定期券販売所では定期券のほか各種乗車券を発売している。大人用回数券については駅前のセブンイレブン京都修学院駅前店でも発売。
当駅は叡山電鉄唯一の夜間留置設定駅である。乗務員の交代が行われる列車がある。
駅東側の地名「修学院」は現在では「しゅうがくいん」と読むが、駅開設当時は「しゅがくいん」と読んでいた。変遷の経緯や時期には諸説あるが、現在でも修学院離宮をはじめ「しゅがくいん」と発音するものもある。

### のりば
| 番線 | 路線                  | 方向 | 行先                              |
| ---- | --------------------- | ---- | --------------------------------- |
| 西側 | ■叡山本線 ■鞍馬線直通 | 下り | 八瀬比叡山口方面 貴船口・鞍馬方面 |
| 東側 | ■叡山本線             | 上り | 出町柳方面                        |

※案内上ののりば番号は割り当てられていない。

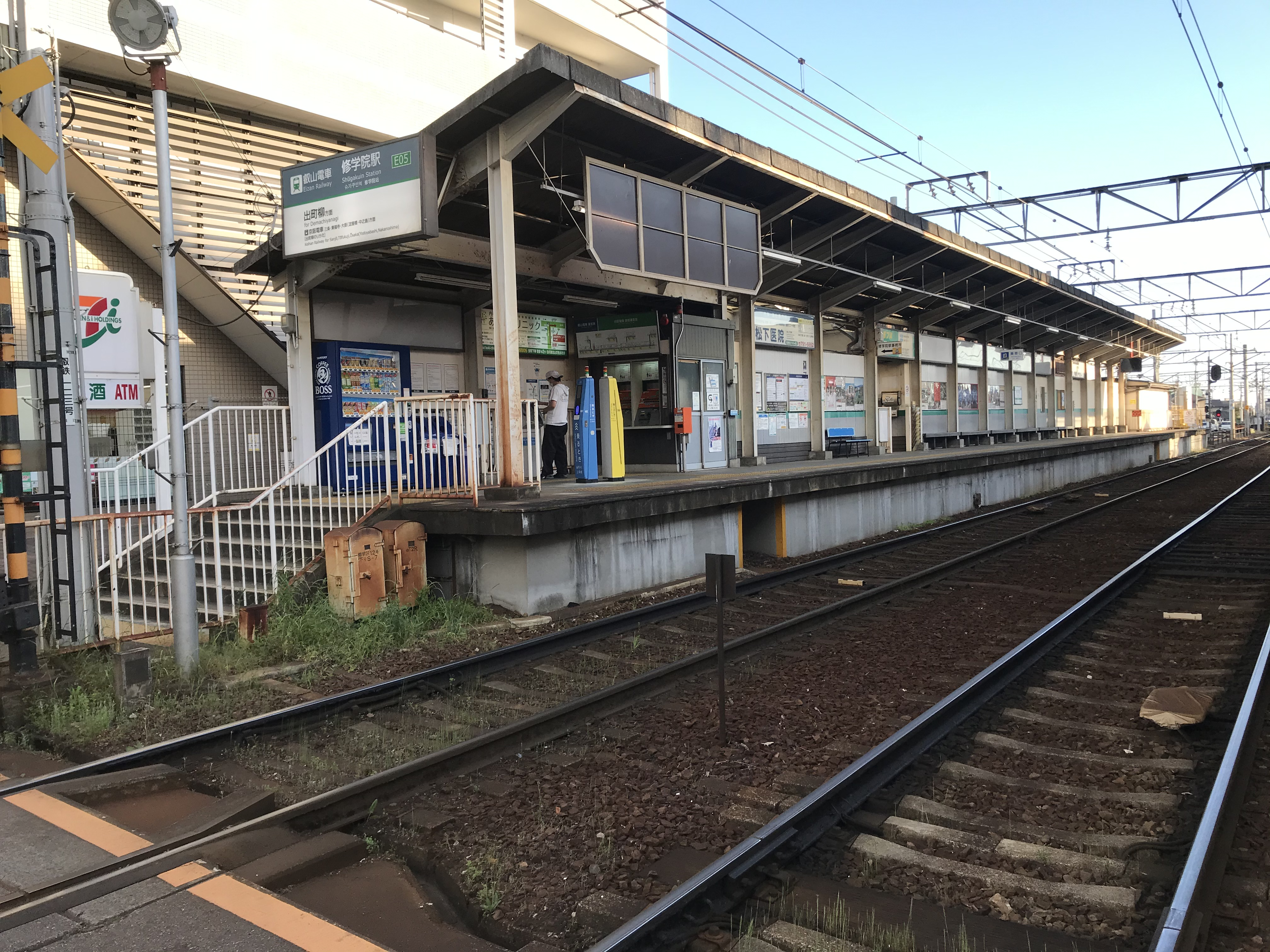
出町柳方面ホーム
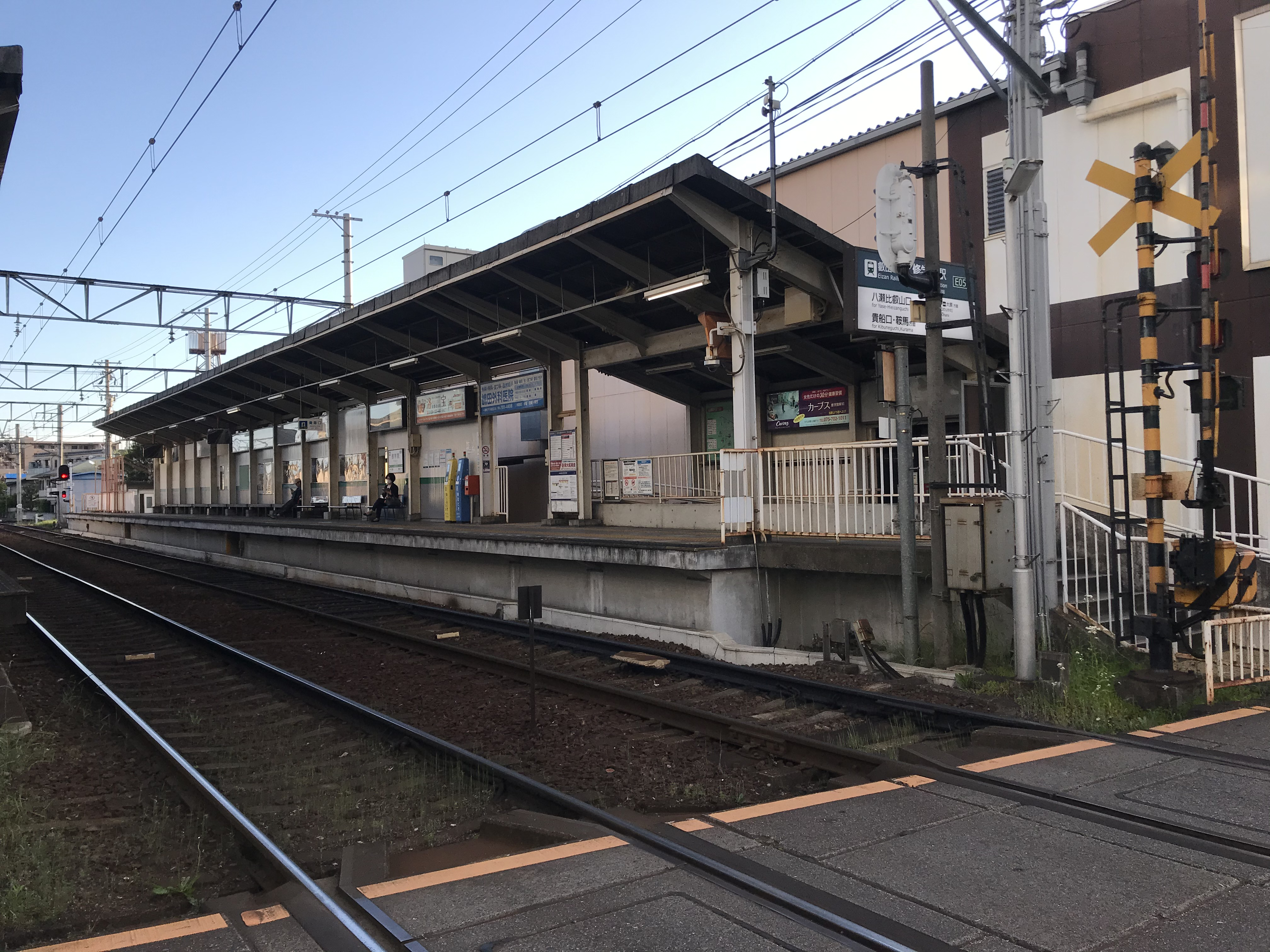
八瀬比叡山口・鞍馬方面ホーム
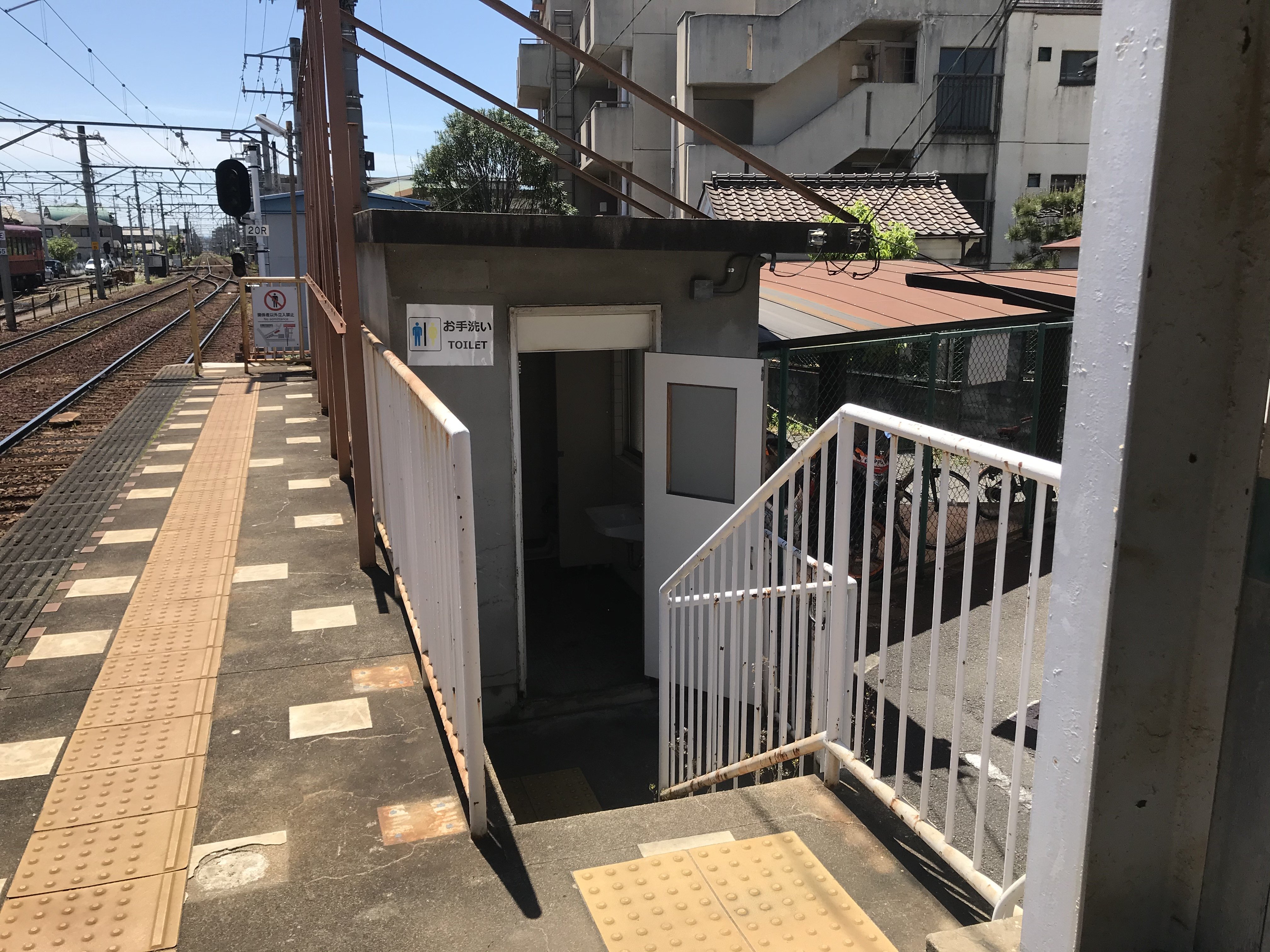
八瀬比叡山口・鞍馬方面ホーム南端にあるトイレ（2020年5月）

## 駅周辺
北山通に面し、東大路通の北端部にある。南東側のローズマンション裏には修学院車庫が隣接している。また、駅のすぐ東側に白川通が、西側に川端通がある。京都盆地の北東角にあたり、西側の東大路通と川端通の間にある旧大原街道は古くからの商店街である。当駅のごく周辺は、駅東側のプラザ修学院、駅西側に隣接（ホーム側にも入口あり）したフレスコ修学院店の他、数件のスーパーマーケットも立地する商業地域であるが、駅から少し離れると北山通、白川通沿い以外は住宅地となっている。
東側に広がる住宅地は徒歩圏内としては叡山電鉄沿線で一番大きく、付近には観光名所も多い。このため輸送人員は当駅で半減する。京都市営地下鉄烏丸線の松ヶ崎駅は西へ800メートルほど離れたところにある。
- 修学院離宮 - 案内放送あり。
- 赤山禅院 - 案内放送あり。
- 曼殊院 - 案内放送あり。
- 鷺森神社
- 松ヶ崎大黒天 - 案内放送あり。
- プラザ修学院
- 雲母坂 - 900系「きらら」の愛称の由来となった比叡山への登山道。
- 京都山端郵便局
- 京都工芸繊維大学 - 松ヶ崎駅の方が近い。
- 京都大学国際交流会館
- 京都市立修学院小学校
- 京都銀行修学院支店
- 京都信用金庫修学院支店
- 下鴨警察署修学院交番
- 五山送り火「妙・法」（左京区松ヶ崎・西山および東山） - 「妙」は松ヶ崎駅の方が近い。
- 高野川松ヶ崎橋（北山通）

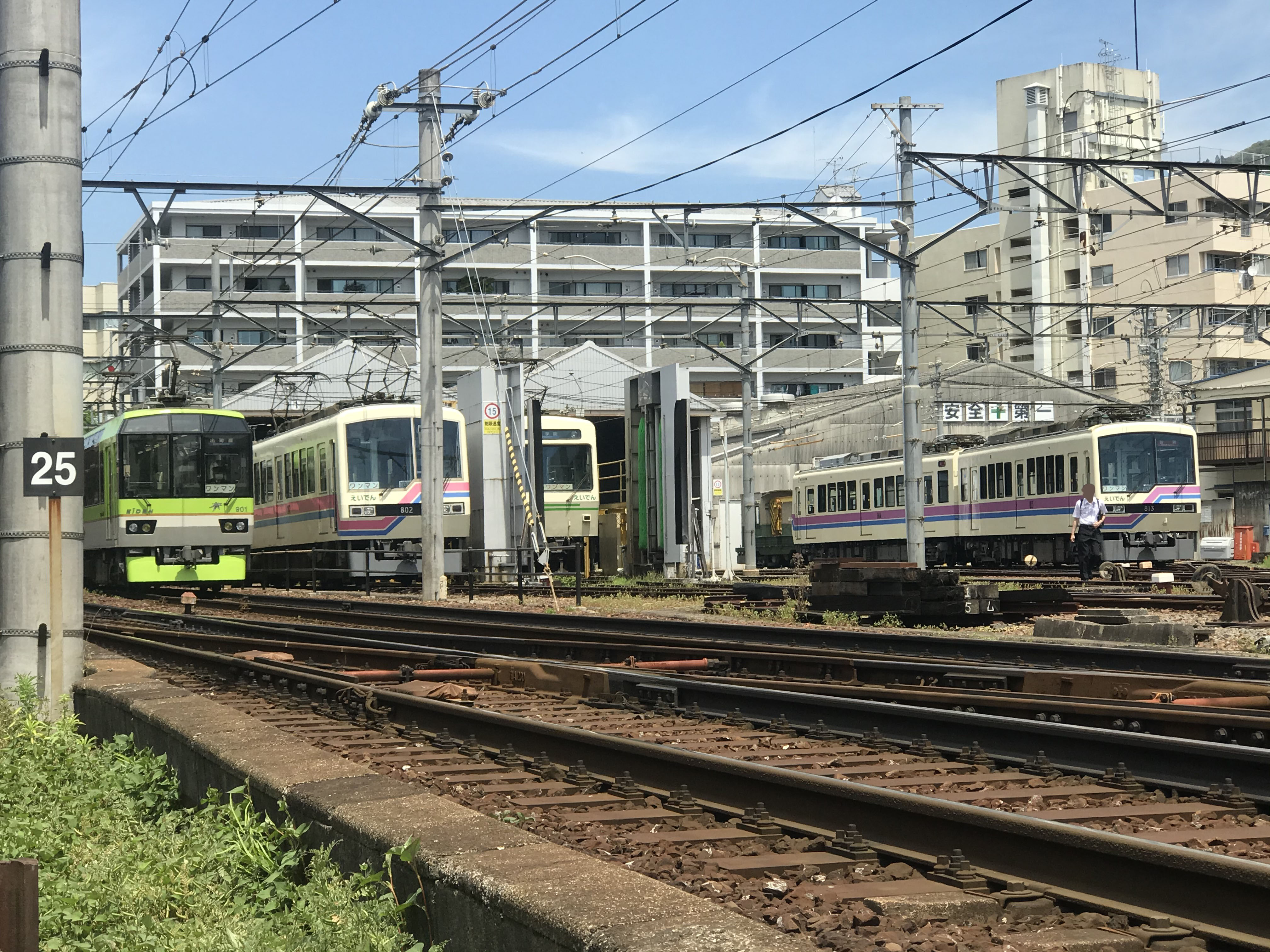
修学院車庫（2020年5月。左側は叡山本線）
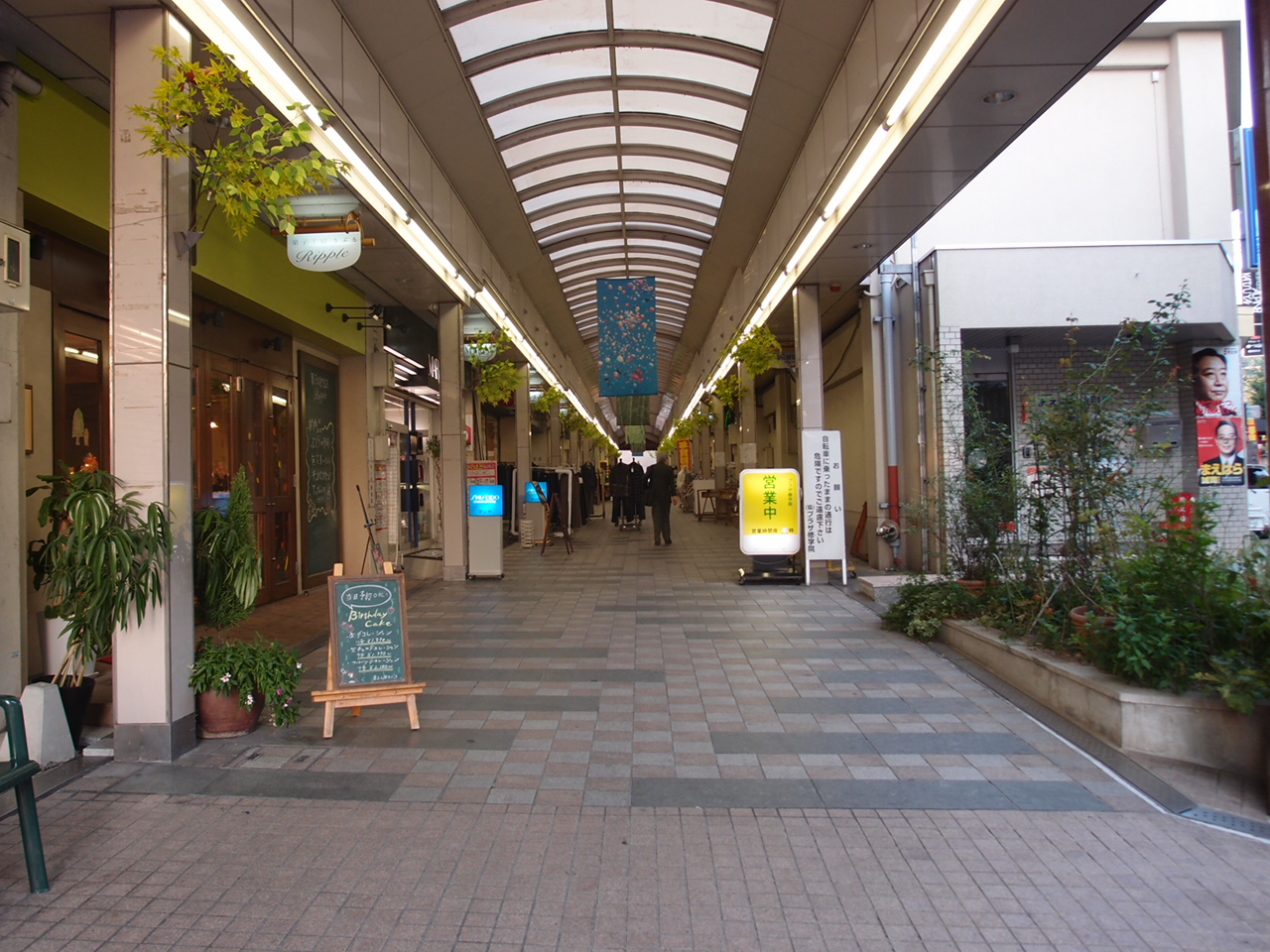
プラザ修学院（2012年10月）

## バス路線
駅には乗り入れない。最寄りとなる停留所は、「修学院道」あるいは「修学院駅前」である。経由する路線が多いため、ここでは停留所ごとに分けて解説する。

### 修学院道
白川通（北行）
京都市営バス
- 5・31号系統：岩倉操車場行
- 北8号系統：佛教大学 北大路バスターミナル行

京都バス
- 18号系統（土曜ダイヤ1本のみ運行）：大原行

白川通（南行）
京都市営バス
- 5号系統：四条河原町 京都駅行
- 31号系統：祇園 四条烏丸行
- 北8号系統：高野 北大路バスターミナル行

京都バス
- 18号系統（土曜・休日のみ1本の運行）：銀閣寺道・清水道 経由 京都駅行

### 修学院駅前
川端通（北行）
京都バス
- 10号系統：八瀬バイパス・大原 経由 朽木学校前行
- 16・17号系統：八瀬駅前 経由 大原行（1便のみ修学院離宮道経由）
- 21・23号系統：八幡前・長谷別れ 経由 岩倉実相院行
- 41・43号系統：八幡前・長谷別れ 経由 岩倉村松行
- 松ヶ崎駅・前萩町（北山駅） 経由 岩倉村松行
- 大原・小出石行

川端通（南行）
京都バス
- 16号系統：川端通・三条京阪 経由 四条河原町行
- 17号系統：川端通・四条河原町 経由 京都駅行
- 21・41号系統：京阪出町柳駅・河原町通 経由 四条河原町・三条京阪行
- 京阪出町柳駅行
- 高野車庫行

北山通（西行）
京都市営バス
- 65号系統 ：熊野神社・烏丸丸太町 四条烏丸行
- 北8号系統：佛教大学 北大路バスターミナル行

北山通（東行）
京都市営バス
- 65号系統 ：岩倉操車場前行き
- 北8号系統：高野 北大路バスターミナル行

1997年（地下鉄烏丸線が国際会館駅までの開通時）までは京都市バス（北6号系統：北大路BT（一時期は四条烏丸まで運行していた時期あり） - 大原）もこちらで乗降扱いを行っていた。なお、停留所名は「山端」であった。

## その他
- 京阪電気鉄道との初乗り相互区間同士の乗継割引適用は当駅までであった（2023年（令和5年）4月1日廃止）[3]。
- 駅名の「修学院」は駅付近の地域名（旧愛宕郡修学院村）に由来する。修学院離宮が有名なため離宮の名前を採って地名としたと思われがちだが、離宮のほうが地名を採って修学院と称したものであり、地名はかつて当地に存在した比叡山下の寺院である修学院に由来する[4]。

## 隣の駅
叡山電鉄
■叡山本線
一乗寺駅 (E04) - 修学院駅 (E05) - 宝ケ池駅 (E06)
- 括弧内は駅番号を示す。